# Gianciotto Malatesta
Giovanni Malatesta, llamado también Gianne el cojo ("Gianne lo sciancato") o Gianciotto (entre el 1240 y el 1244 - 1304) fue un condotiero italiano. Nacido con una malformación física, era hijo de Malatesta da Verucchio y hermano de Paolo, Malatestino Malatesta y Maddalena.
En el 1265 junto a su padre combatió contra los gibelinos de Guido da Montefeltro y, en el mismo año, luchó contra los Traversari junto a Guido da Polenta. Puso al padre en el gobierno de Rímini por cuenta del Estado Pontificio.
Después de que los Malatesta fuesen expulsados de Rímini, en el 1288, le fue dado el cargo de podestá en Pesaro.
Murió en el 1304, después de haber tenido cinco veces aquel cargo. El carácter enérgico, la habilidad militar y la deformidad física contribuyeron a crearle la fama de hombre sanguinario y vengativo.
Era esposo de Francesca de Rímini, a la que asesinó junto a su amante y hermano Paolo Malatesta, cuyo adulterio fue inmortalizado en los versos de Dante (Canto V Inf.).